# 2008 en musique
| \| • Retour à la chronologie générale de la musique populaire • \| |
| XXIe siècle • XXe siècle • XIXe siècle • XVIIIe siècle XVIIe siècle • XVIe siècle • XVe siècle • XIVe siècle XIIIe siècle • XIIe siècle • XIe siècle • Xe siècle IXe siècle • VIIIe siècle • Haut Moyen Âge • Rome • Grèce |
| • Retour à la chronologie générale de la musique populaire • |

| • Retour à la chronologie générale de la musique populaire • |

| Années de la musique populaire : 2005 - 2006 - 2007 - 2008 - 2009 - 2010 - 2011    |
| Décennies de la musique populaire : 1970 - 1980 - 1990 - 2000 - 2010 - 2020 - 2030 |

Cet article présente les faits marquants de l'année 2008 en musique.

## Faits marquants

### En France
- 25 millions de singles (dont 20 millions en téléchargement légal) et 61 millions d'albums sont vendus en France en 2008[1].
- Premier succès de Grégoire (Toi + moi).
- Le 13 mars, Suprême NTM se reforme et enchaîne avec une tournée, dont cinq concerts à Bercy.
- RFM Party 80 se produit au Stade de France, suivi par David Guetta, André Rieu et une nouvelle édition de Urban Peace.
- Décès de Carlos et Henri Salvador.

### Dans le monde
- Premiers succès d’Adele (Hometown Glory), Katy Perry (I Kissed a Girl) et Lady Gaga (Just Dance).
- Tournées mondiales de Madonna (Sticky & Sweet Tour, dont deux soirs au Stade de France), Céline Dion (Taking Chances World Tour) et AC/DC (Black Ice World Tour).
- Décès de Isaac Hayes et Richard Wright.
- 1er juin : l'incendie des archives d'Universal provoque la perte de milliers d'enregistrements par des centaines d'artistes, dont ceux de Chuck Berry, Ray Charles, Louis Armstrong, Ella Fitzgerald, R.E.M. et Nirvana.

## Disques sortis en 2008
- Albums sortis en 2008
- Singles sortis en 2008

## Succès de l'année en France (Singles)

### Chansons classées Numéro 1
Cette liste présente, par ordre chronologique, tous les titres s'étant classés à la première place du Top 50 et du Top Téléchargements durant l'année 2008.
- Fatal Bazooka & Yelle : Parle à ma main
- Yael Naim : New Soul
- Sheryfa Luna : Il avait les mots
- Leona Lewis : Bleeding love
- Jeff Buckley : Hallelujah
- M. Pokora : Dangerous
- Madonna & Justin Timberlake : 4 minutes
- Laurent Wolf : No stress
- Duffy : Mercy
- Ch'ti DJ : Hé, biloute ! Monte l'son ! Hein !
- Nâdiya & Enrique Iglesias : Tired of being sorry (Laisse le destin l'emporter)
- Estelle & Kanye West : American boy
- Mylène Farmer : Dégénération
- William Baldé : Rayon de soleil
- Quentin Mosimann : Cherchez le garçon (Mosimann)
- Madcon : Beggin'
- Katy Perry : I kissed a girl
- Grégoire : Toi + moi
- Guru Josh Project : Infinity 2008
- Mylène Farmer : Appelle mon numéro
- Johnny Hallyday : Ça n'finira jamais
- Britney Spears : Womanizer
- Patrick Sébastien : Ah, si tu pouvais fermer ta gueule...
- Jason Mraz : I'm yours

### Chansons francophones
Cette liste présente, par ordre alphabétique, tous les titres francophones s'étant classés parmi les 10 premières places du Top 50 et du Top Téléchargements, durant l'année 2008.
- Amel Bent : Tu n'es plus là
- BB Brunes : Dis-moi
- Christophe Willem : Quelle chance
- Ch'ti DJ : Hé biloute ! Monte l’son ! Hein !
- Discobitch : C’est beau la bourgeoisie
- Fatal Bazooka & Yelle : Parle à ma main
- Frédéric Lerner : Plus là
- Grégoire : Toi + moi
- Grégory Lemarchal : Restons amis
- Hélène Ségara & Bruno Pelletier : La moitié de nous
- Jenifer : Tourner ma page
- Jenifer : Comme un hic
- Johnny Hallyday : Ça n'finira jamais
- Julien Doré : Les limites
- Les Enfoirés : L'amitié
- Lisa : Drôle de Creepie
- Lorie : Je vais vite
- Louisy Joseph : Assis par terre
- Magic System : Zouglou dance (Joie de vivre)
- Marc Antoine : Tant besoin de toi
- Marc Antoine : Comme il se doit
- Mathieu Edward : Entre toi et moi
- Melissa M : Cette fois
- Mylène Farmer : Dégénération
- Mylène Farmer : Appelle mon numéro
- Nâdiya & Enrique Iglesias : Tired of being sorry (Laisse le destin l'emporter)
- Patrick Sébastien : Ah… si tu pouvais fermer ta gueule
- Pauline : Allô le monde
- Quentin Mosimann : Cherchez le garçon
- Quentin Mosimann : Il y a je t’aime et je t’aime
- Raphaël : Le vent de l'hiver
- Renan Luce : La lettre
- Renan Luce : Les voisines
- Sheryfa Luna : Quelque part
- Sheryfa Luna : Il avait les mots
- Sheryfa Luna & Mathieu Edward : Comme avant
- Sinik & James Blunt : Je réalise
- Sofia Essaïdi : Femme d'aujourd'hui
- Soprano & Léa Castel : Dernière chance
- Stanislas : Le manège
- Tina Arena : Entends-tu le monde ?
- Vanessa Paradis : Dès que j'te vois
- William Baldé : Rayon de soleil
- Yelle : Je veux te voir
- Zaho : C'est chelou
- Zazie : FM Air

### Chansons non francophones
Cette liste présente, par ordre alphabétique, tous les titres non francophones s'étant classés parmi les 10 premières places du Top 50 et du Top Téléchargements, durant l'année 2008.
- AaRON : U-Turn (Lili)
- Akon : Right now (Na na na)
- Alicia Keys : No one
- Amy Macdonald : This is the life
- Basshunter : Now You're Gone
- Beyoncé : If I were a boy
- Brandy : Right here (departed)
- Brick and Lace : Love is wicked
- Britney Spears : Womanizer
- Cascada : What hurts the most
- Colbie Caillat : Bubbly
- Coldplay : Viva la vida
- David Guetta : Tomorrow can wait
- David Tavaré : Hot summer night (Oh la la la)
- Dim Chris : Sucker
- Duffy : Mercy
- Estelle & Kanye West : American boy
- Gabriella Cilmi : Sweet about me
- Guru Josh Project : Infinity 2008
- Jakarta : One desire
- Jason Mraz : I'm yours
- Jeff Buckley : Hallelujah
- Kardinal Offishall & Akon : Dangerous
- Kat DeLuna & Busta Rhymes : Run the show
- Katy Perry : I kissed a girl
- Kelly Rowland : Work
- Kylie Minogue : In my arms
- Lady Gaga : Just dance
- Laurent Wolf : No stress
- Laurent Wolf : Wash my world
- Leona Lewis : Bleeding love
- M. Pokora & Timbaland : Dangerous
- Madcon : Beggin'
- Madonna & Justin Timberlake : 4 minutes
- Madonna : Give it 2 me
- Michael Jackson & Akon : Wanna be startin’ somethin’
- Micky Green : Oh
- Mondotek : Alive!
- Pink : So what
- Radiohead : Nude
- Rihanna : Disturbia
- September : Cry for you
- The Dø : On my shoulders
- The Pussycat Dolls : When I grow up
- The Ting Tings : Shut up and let me go
- Timbaland & OneRepublic : Apologize
- Tokio Hotel : An deiner seite (ich bin da)
- Tomer G : Seven nation army
- Usher : Love in this club
- Yael Naim : New Soul

## Succès de l'année en France (albums)
Cette liste présente, par ordre alphabétique, les albums sortis en 2008 ayant obtenu une certification Platine ou Diamant en France.

### Disques de diamant (plus de 750.000 ventes)
- Coldplay : Viva la vida or death & all his friends
- Francis Cabrel : Des roses et des orties
- Grégoire : Toi + Moi
- Seal : Soul

### Triples disques de platine (plus de 600.000 ventes)
- Alain Souchon : Écoutez d'où ma peine vient
- Julien Clerc : Où s'en vont les avions ?
- Mylène Farmer : Point de suture
- Raphael : Je sais que la terre est plate

### Doubles disques de platine (plus de 400.000 ventes)
- AC/DC : Black ice
- Charles Aznavour : Duos
- Christophe Maé : Comme à la maison
- Jason Mraz : We sing. We dance. We steal things
- Johnny Hallyday : Ça ne finira jamais
- Katy Perry : One of the boys
- Les Enfoirés : Les Secrets des Enfoirés
- Sheryfa Luna : Vénus

### Disques de platine (plus de 200.000 ventes)
- Alain Bashung : Bleu pétrole
- Ayọ : Gravity at last
- Bénabar : Infréquentable
- Bernard Lavilliers : Samedi soir à Beyrouth
- Cali : L'espoir
- Camille : Music hole
- Julien Doré : Ersatz
- Kery James : À l'ombre du show business
- Laurent Voulzy : Recollection
- Léa Castel : Pressée de vivre
- Lenny Kravitz : It is time for a love revolution
- Michael Jackson : King of Pop
- Madonna : Hard candy
- Pink : Funhouse
- Radiohead : The best of
- Roberto Alagna : Sicilien
- Rohff : Le code de l'horreur
- Salvatore Adamo : Le bal des gens bien
- Tracy Chapman : Our bright future
- Tryo : Ce que l'on sème
- Vox Angeli : L’album
- Zaho : Dima

## Succès internationaux de l’année
Cette liste présente, par ordre alphabétique, les trente titres et albums ayant eu le plus de succès dans les charts internationaux en 2008,.

### Singles
- Beyonce : If I were a boy
- Britney Spears : Womanizer
- Britney Spears : Piece of me
- Chris Brown : Forever
- Chris Brown : With you
- Coldplay : Viva la vida
- Duffy : Mercy
- Estelle & Kanye West : American boy
- Flo Rida & T-Pain : Low
- Gabriella Cilmi : Sweet about me
- Jason Mraz : I'm yours
- Jordin Sparks & Chris Brown : No air
- Kid Rock : All summer long
- Kings of Leon : Sex on fire
- Katy Perry : I kissed a girl
- Katy Perry : Hot'n cold
- Lady Gaga : Just dance
- Leona Lewis : Bleeding love
- Lil Wayne : Lollipop
- Madonna & Justin Timberlake : 4 minutes
- Mariah Carey : Touch my body
- Metro Station : Shake it
- Ne-Yo : Closer
- Pink : So what
- Rihanna : Disturbia
- Rihanna : Take a bow
- Sara Bareilles : Love song
- The Pussycat Dolls : I hate this part
- T.I & Rihanna : Live your life
- Usher & Young Jeezy : Love in this club

### Albums
- Adele : 19
- AC/DC : Black ice
- Beyonce : I am... Sasha fierce
- Britney Spears : Circus
- Coldplay : Viva la vida or death & all his friends
- Death Cab for Cutie : Narrow stairs
- Disturbed : Indestructible
- Duffy : Rockferry
- Guns n' Roses : Chinese democracy
- Jack Johnson : Sleep through the static
- Jonas Brothers : A little bit longer
- Juno
- Kanye West : 808s & heartbreak
- Kings of Leon : Only by the night
- Leona Lewis : Spirit
- Lil Wayne : Tha carter III
- Madonna : Hard candy
- Mamma Mia!
- Mariah Carey : E=MC2
- Metallica : Death magnetic
- Miley Cyrus : Breakout
- Neil Diamond : Home before dark
- Nickelback : Dark horse
- Pink : Funhouse
- Portishead : Third
- Radiohead : In rainbows
- R.E.M. : Accelerate
- Slipknot : All hope is gone
- The Killers : Day & age
- Usher : Here I stand

## Récompenses
- États-Unis : 51e cérémonie des Grammy Awards
- États-Unis : American Music Awards 2008 (en)
- États-Unis : 2008 MTV Video Music Awards (en)
- Europe : 2008 MTV Europe Music Awards (en)
- Europe : Concours Eurovision de la chanson 2008
- France : 24e cérémonie des Victoires de la musique
- France : 10e edition des NRJ Music Awards
- Québec : 30e gala des prix Félix
- Royaume-Uni : Brit Awards 2008

## Formations et séparations de groupes
- Groupe de musique formé en 2008
- Groupe musical séparé en 2008

## Décès
- 17 janvier : Carlos, chanteur français.
- 4 février : Tata Güines, percussionniste cubain.
- 13 février : Henri Salvador, chanteur français.
- 19 février : Egor Letov, auteur-compositeur soviétique et russe.
- 26 février : Buddy Miles, batteur et chanteur américain.
- 2 juin : Bo Diddley, guitariste et chanteur américain.
- 14 juin : Esbjörn Svensson, pianiste de jazz suédois.
- 10 août : Isaac Hayes, chanteur et compositeur de soul américain.
- 15 août : Jerry Wexler, journaliste musical et producteur américain.
- 31 août : Jerry Reed, guitariste, auteur-compositeur-interprète, acteur, producteur et réalisateur américain.
- 15 septembre : Richard Wright, pianiste et chanteur du groupe Pink Floyd.
- 16 septembre : Norman Whitfield, compositeur et producteur américain pour le label Motown.
- 30 octobre : Didier Sinclair, DJ et producteur français.
- 12 novembre : Mitch Mitchell, batteur britannique, membre de The Jimi Hendrix Experience.
- 25 décembre : Eartha Kitt, chanteuse, danseuse et actrice américaine.